# Eurydike (Tochter des Lakedaimon)
Eurydike (altgriechisch Εὐρυδίκη Eurydíkē) war in der griechischen Mythologie die Tochter des spartanischen Königs Lakedaimon und seiner Gattin Sparte, der Tochter des lakonischen Königs Eurotas.
Der Bruder von Eurydike hieß Amyklas und war der mythische Gründer der Stadt Amyklai. Eurydike heiratete Akrisios, den König von Argos, und hatte mit ihm eine Tochter, Danaë.
Der argivischen Hera soll Eurydike zu Sparta einen Tempel gestiftet haben.